# Herbst-Chrysantheme
Die Herbst-Chrysantheme (Chrysanthemum indicum) ist eine Pflanzenart aus der Gattung der Chrysanthemen (Chrysanthemum) innerhalb der Familie der Korbblütler (Asteraceae).

## Beschreibung

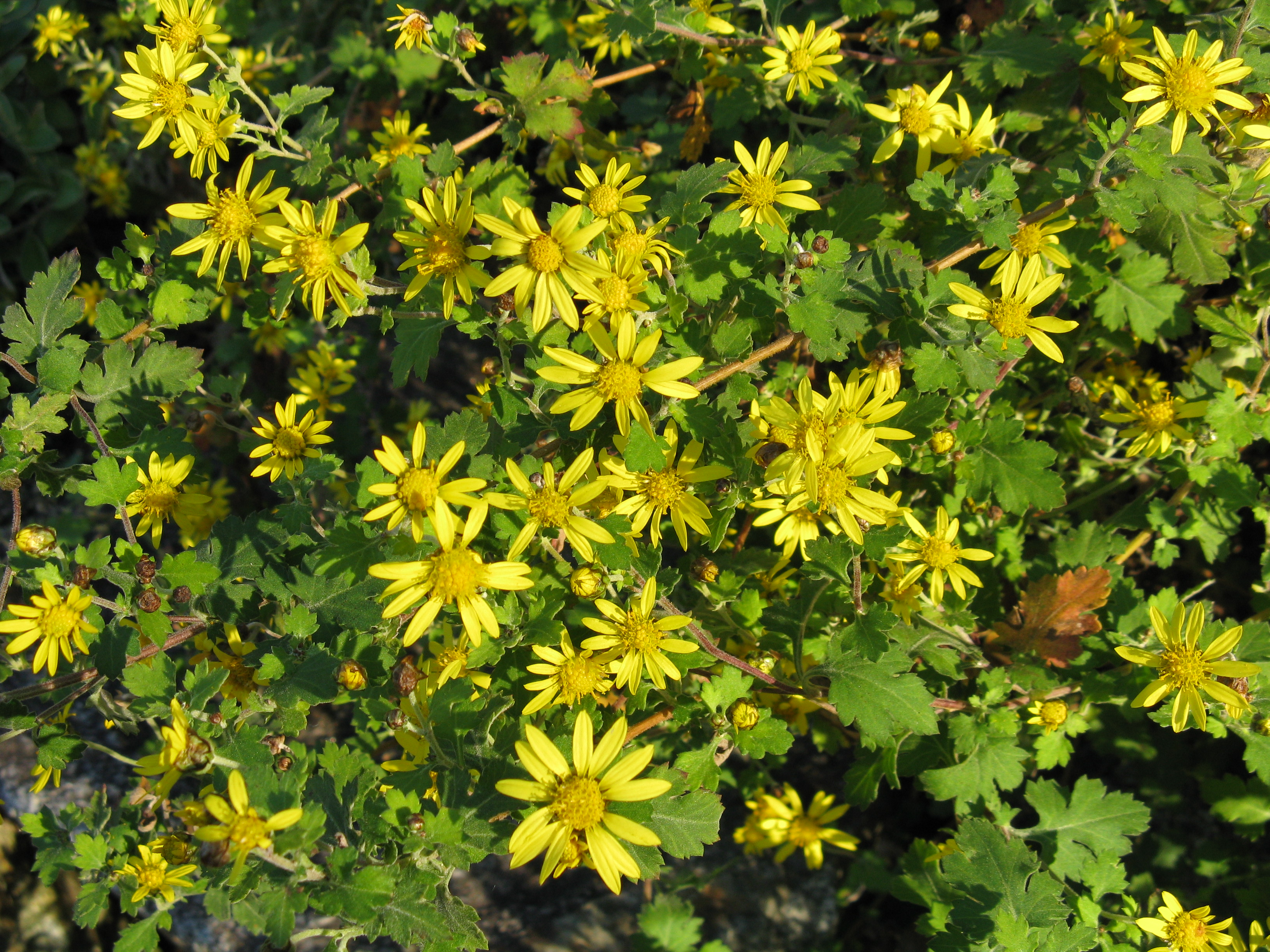
Herbst-Chrysantheme (Chrysanthemum indicum)

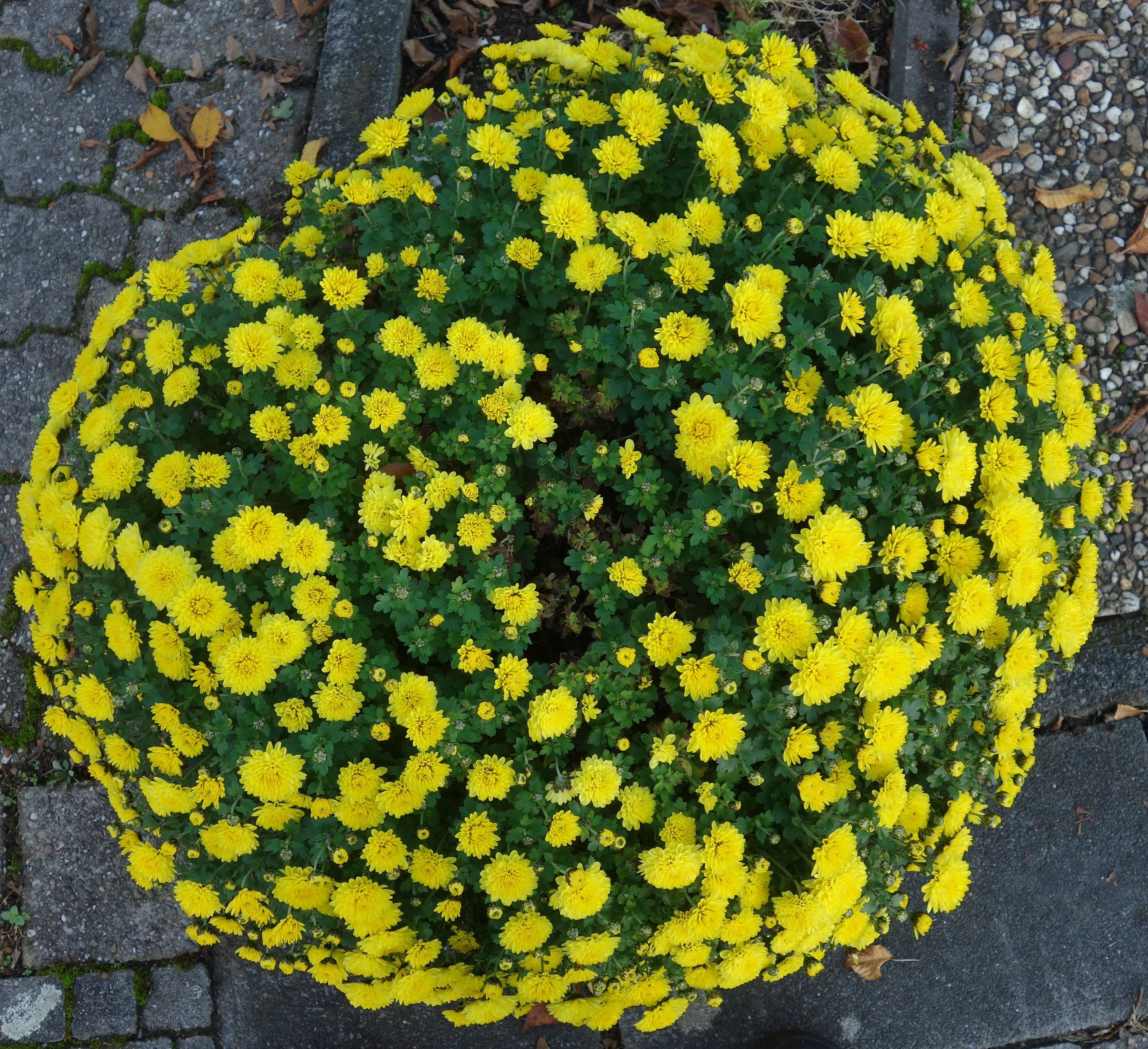
Kugelförmig gewachsene Herbst-Chrysantheme

Bei der Herbst-Chrysantheme handelt es sich um eine ausdauernde krautige Pflanze. Sie erreicht Wuchshöhen von 0,25 bis 1,00 Meter. Ihre dünn behaarten Stängel sind aufrecht oder diffus und verzweigt. In der Blütezeit verwelken die unteren Blätter der Pflanze. 
Der Blattstiel ist ein bis zwei Zentimeter lang. Die auf beiden Seiten gleichermaßen hell- oder olivgrünen Blätter sind eiförmig und erreichen Längen von drei bis zehn Zentimetern bei einer Breite von zwei bis sieben Zentimetern.
Die körbchenförmigen Blütenstände verfügen über 1 bis 1,3 Zentimeter lange gelbe Zungenblüten.
In China liegt die Blütezeit zwischen Juni und November. Auch die Früchte reifen in diesem Zeitraum. Die Achänen haben eine Länge von 1,5 bis 1,8 Millimeter.
Die Chromosomenzahl beträgt 2n = meist 36, aber auch 35, 37, 38, 40 oder 54.

## Verbreitung
Die Herbst-Chrysantheme kommt ursprünglich in Bhutan, China, Indien, Japan, Korea, Nepal, Russland, Taiwan und Usbekistan vor.
In China ist die Verbreitung für die Provinzen Anhui, Fujian, Guangdong, Guangxi, Guizhou, Hebei, Heilongjiang, Henan, Hubei, Hunan, Jiangsu, Jiangxi, Shandong, Sichuan und Yunnan bekannt. Sie wächst dort in Höhen von 100 bis 2900 Metern sowohl an Berghängen, Wegrändern, Felder, unter Sträuchern an feuchten Standorten in der Nähe von Flüssen und salzhaltigen Stellen an Stränden.
Die Herbst-Chrysantheme ist eine der wichtigsten Eltern der Garten-Chrysantheme. Sie wird in ihrem ursprünglichen Verbreitungsgebiet häufig mit den Kulturformen verwechselt, so dass ihr natürliches Verbreitungsgebiet nicht ganz sicher abgrenzbar ist. Außerhalb des natürlichen Verbreitungsgebietes und auch in Mitteleuropa kommt sie als Gartenpflanze vor.

## Trivialnamen
Für die Herbst-Chrysantheme bestehen bzw. bestanden auch die weiteren deutschsprachigen Trivialnamen: Chrysantheme, Chinesische Chrysantheme, Japanische Chrysantheme und Indische Chrysantheme.